# Teatro Princesa de Gales
El Teatro Princesa de Gales (del inglés: Princess of Wales Theatre) es un teatro de Canadá de 2.000 asientos ubicado en el 300 de la calle West King, en el corazón del distrito de entretenimiento de Toronto, en el centro de la ciudad. El nombre del teatro tiene un triple significado: se recuerda al Teatro Princess (‘Princesa’), que una vez estuvo tres cuadras hacia el este; honra a Diana, princesa de Gales, con cuyo consentimiento contó para nombrarse así; y une el edificio a su teatro hermano, el Royal Alexandra, una manzana al este, también llamado —con consentimiento real— por una antigua princesa de Gales.